# 因納灣
因納灣（英語：Inner Bay），是南極洲的海灣，位於南喬治亞群島，處於埃爾塞胡爾灣，在1931年由英國的海軍繪入地圖，該海灣由英國海外領土管轄。